# 纽伦堡苦路
纽伦堡苦路（Nürnberger Kreuzweg），又名亚当-克拉夫特苦路（Adam-Kraft-Kreuzweg）,开始于纽伦堡老城的皮拉图斯府（Pilatushaus），经过蒂尔加特门（Tiergärtnertor）、伯格施米街（Burgschmietstraße）到达约翰尼斯公墓（Johannisfriedhof）。
这是一条老式的苦路，只有七处，由亚当·克拉夫特创建于1506–1508年。每一处与皮拉图斯府的距离都有规定。今天苦路的各处，放置的都是复制品。原作保存在纽伦堡的日耳曼國家博物館等处。
苦路原本是彩色的，意在尽可能真实地表现基督的苦难。2017年，日耳曼國家博物館对苦路进行清理和修复，目的是消除变色，使其更清楚，成为完整的艺术品。

纽伦堡苦路
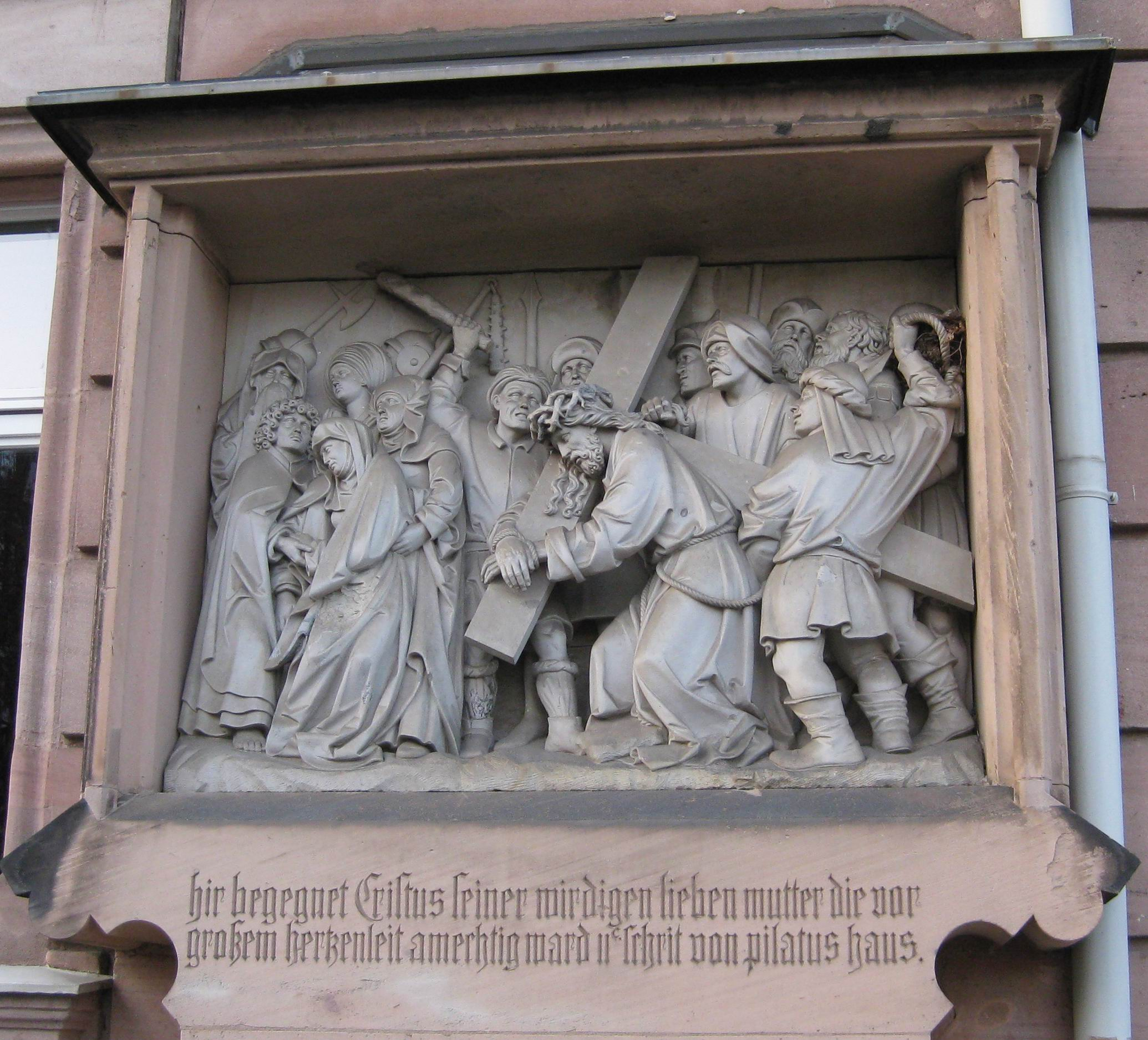
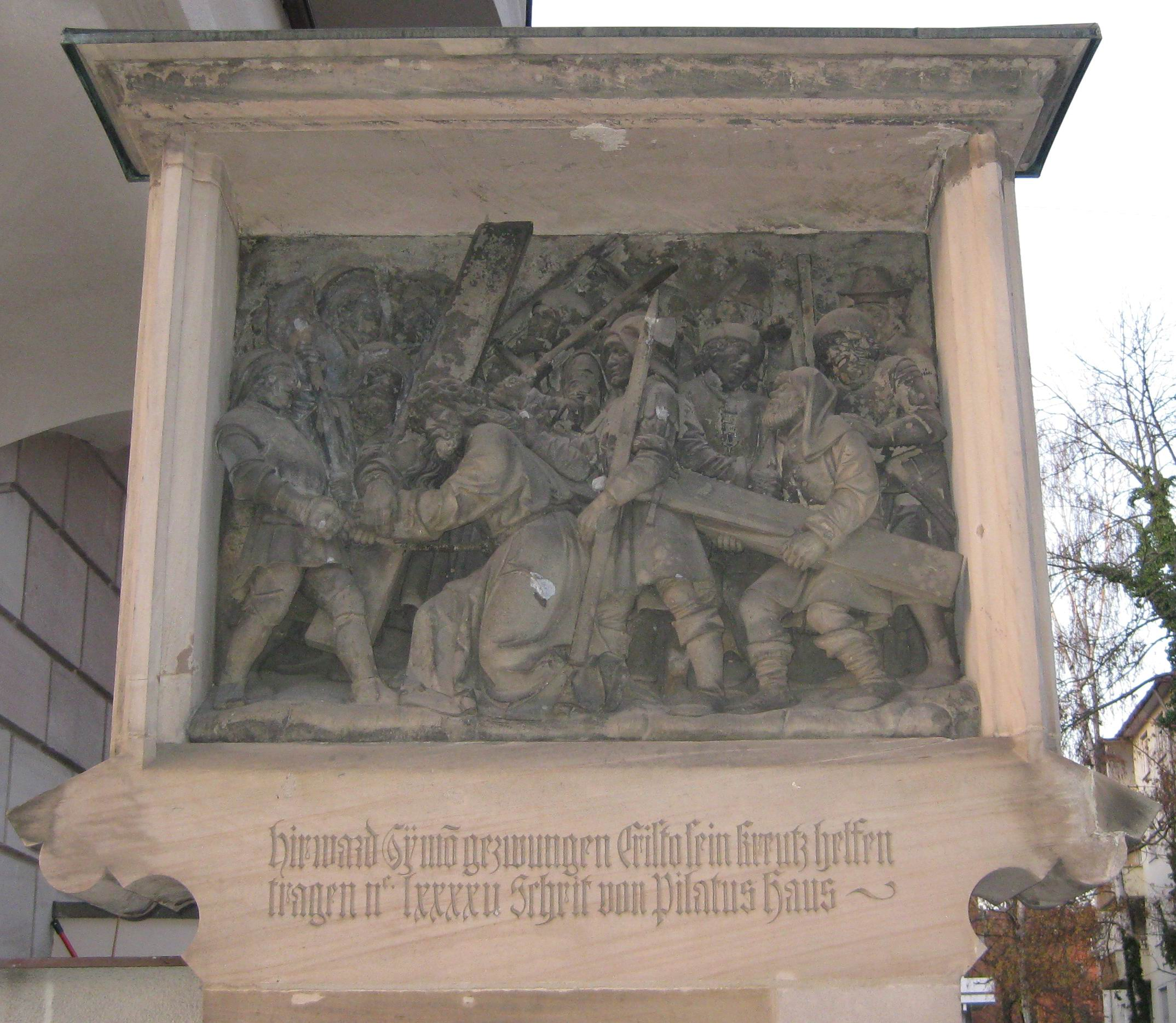
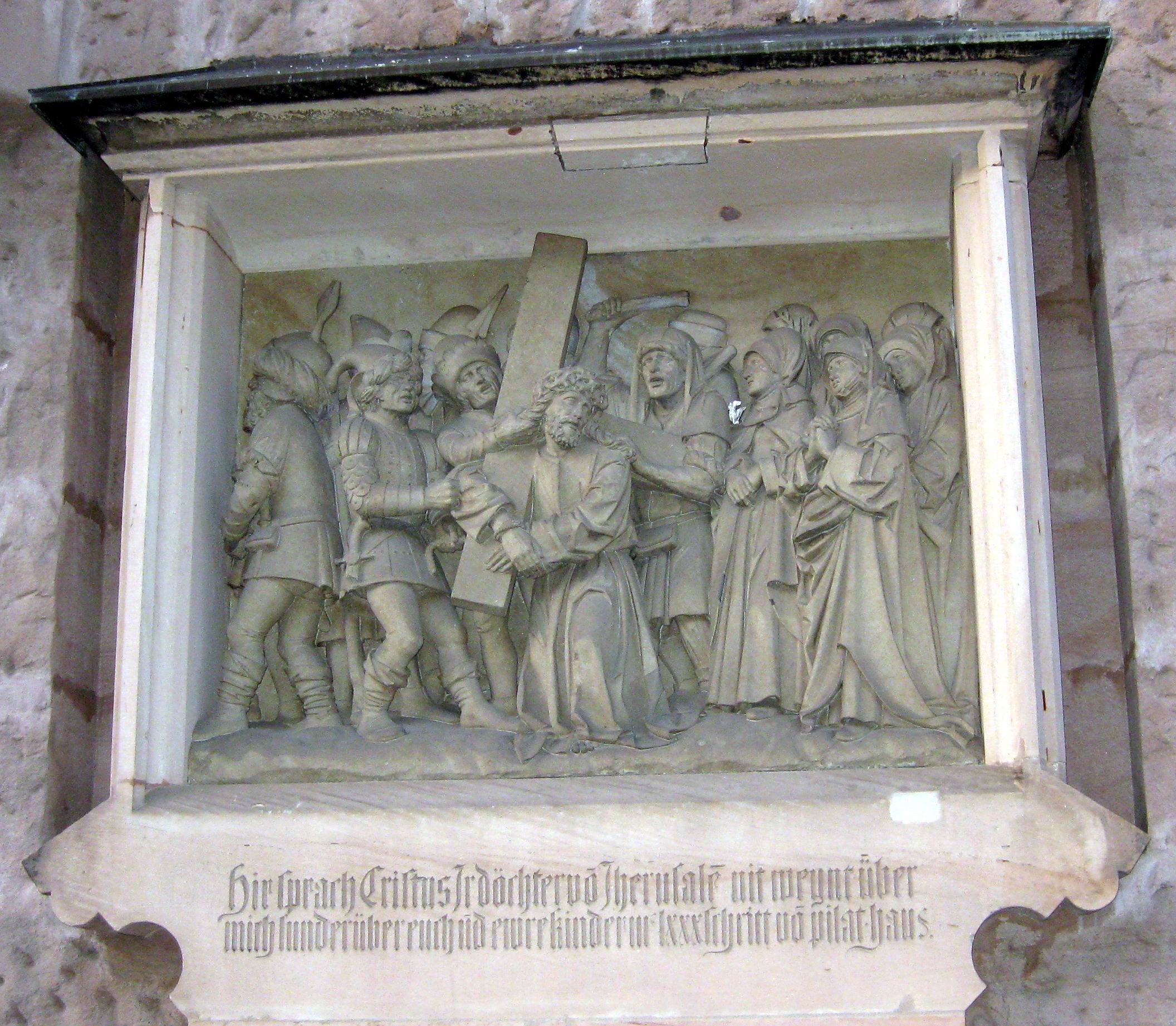
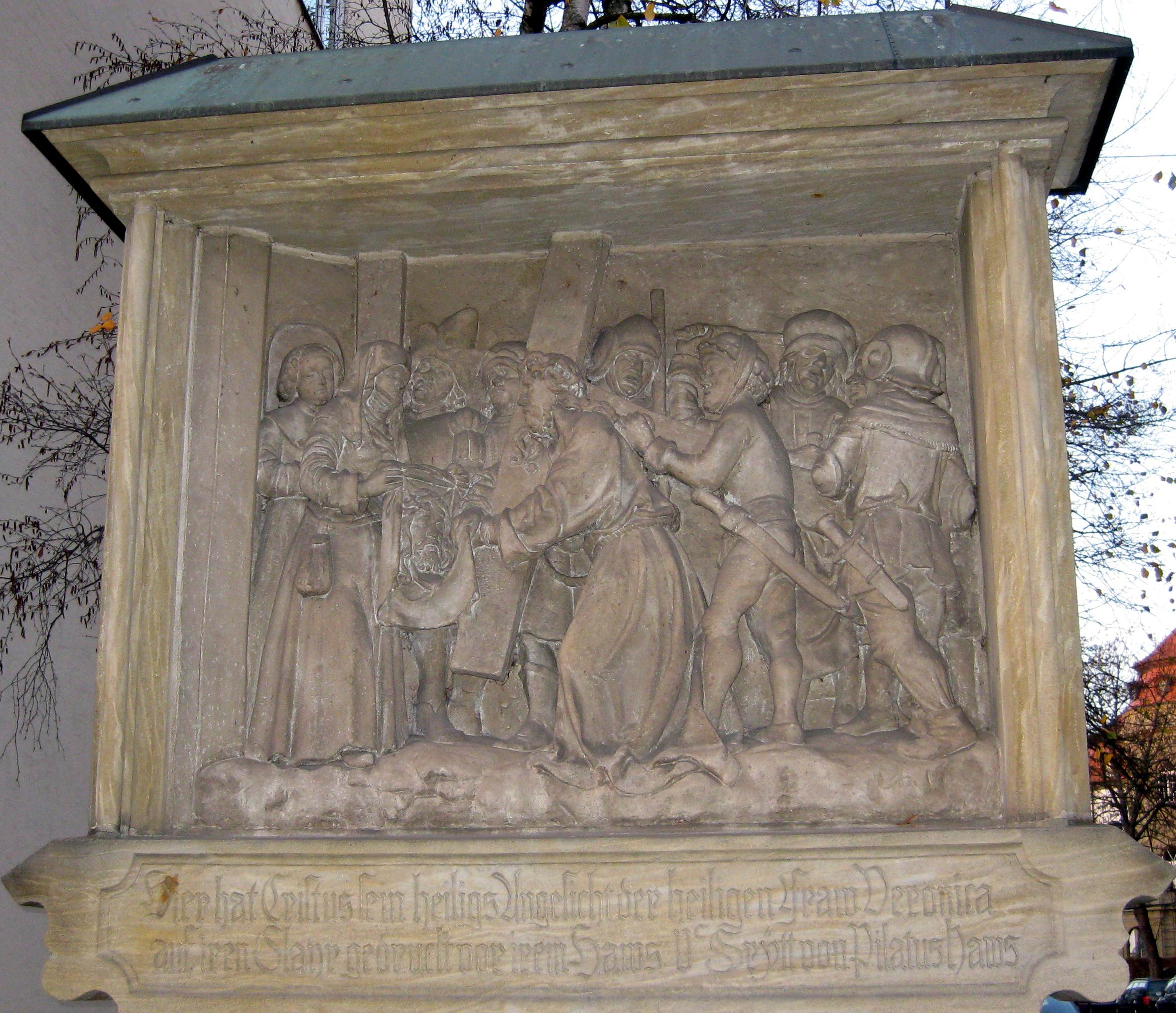
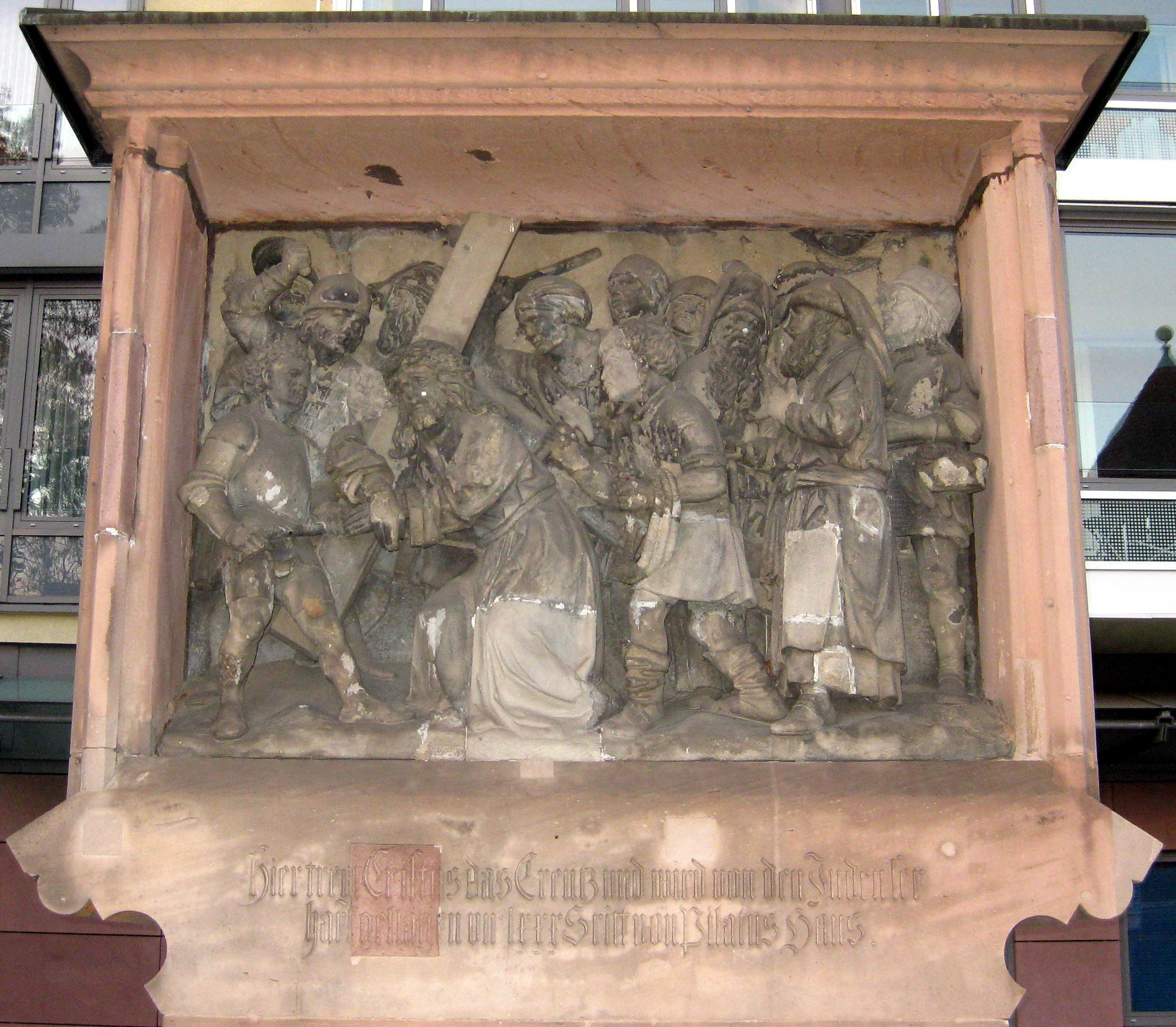
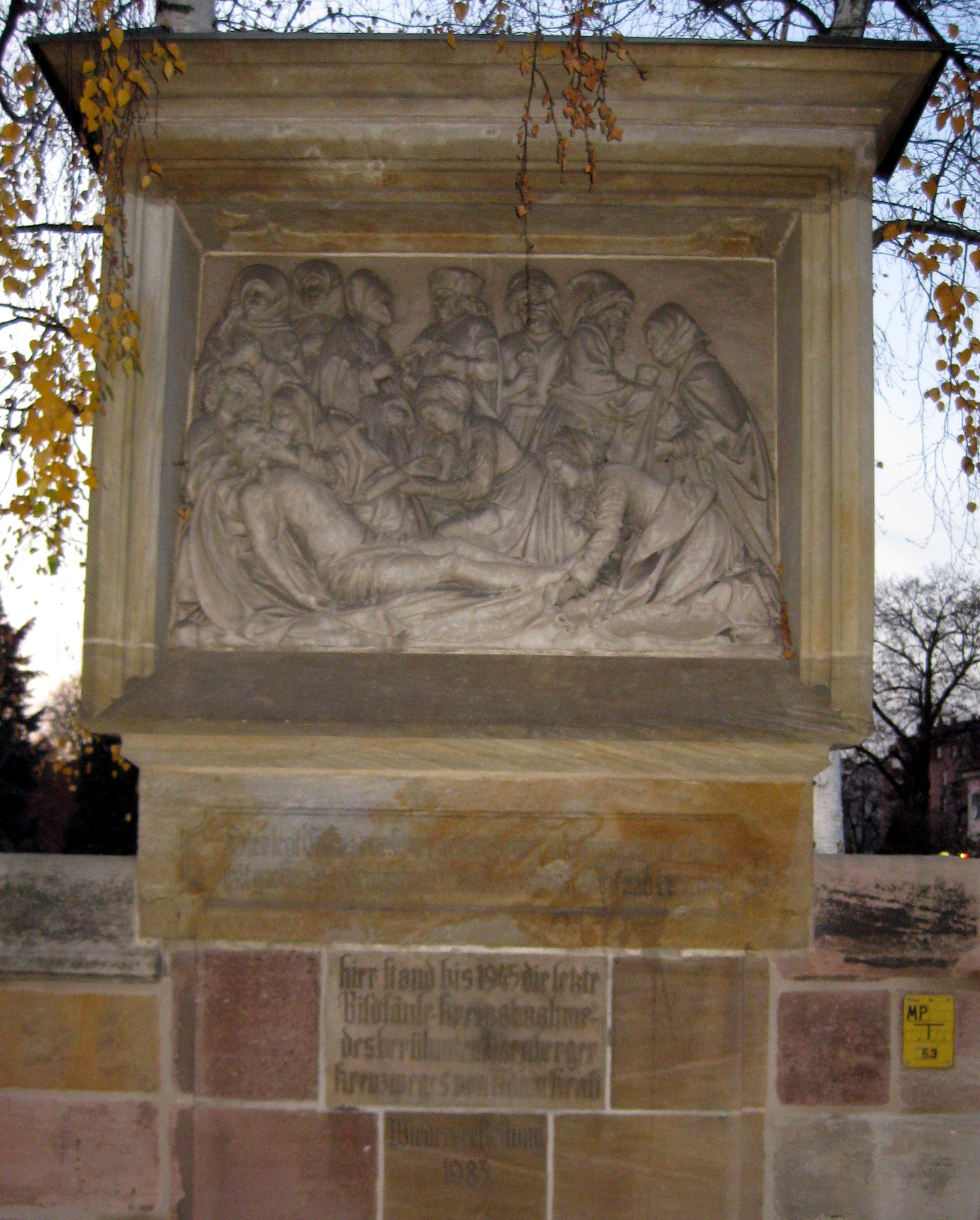
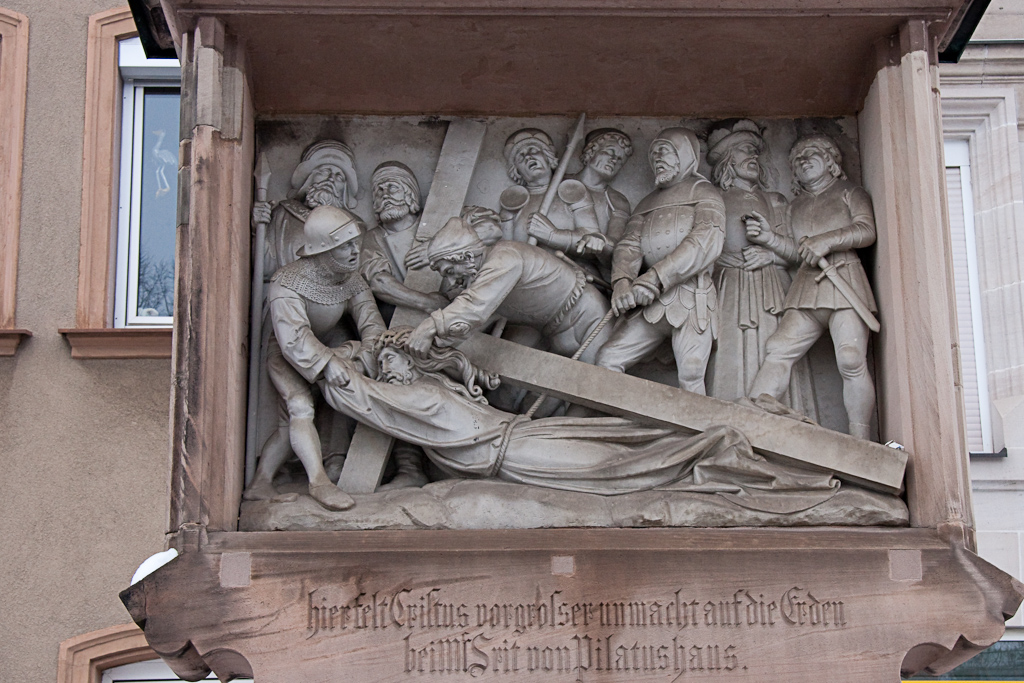